# Бенфельд (кантон)
Бе́нфельд (фр. Benfeld) — кантон у Франції, в департаменті Нижній Рейн регіону Ельзас.

## Склад кантону
Кантон включає в себе 13 муніципалітетів:
| Муніципалітет | Площа | Населення, осіб | Рік  |
| ------------- | ----- | --------------- | ---- |
| Бенфельд      | 7,79  | 5260            | 2006 |
| Боофзайм      | 11,94 | 1030            | 1999 |
| Віттернайм    | 4,99  | 382             | 1999 |
| Ербсайм       | 8,60  | 765             | 1999 |
| Керцфельд     | 9,43  | 1121            | 1999 |
| Коженайм      | 11,77 | 842             | 1999 |
| Маценайм      | 7,14  | 1133            | 1999 |
| Рино          | 17,35 | 2348            | 1999 |
| Россфельд     | 6,15  | 708             | 1999 |
| Санд          | 6,35  | 1073            | 1999 |
| Сермерсайм    | 10,12 | 829             | 1999 |
| Фризенайм     | 12,03 | 494             | 1999 |
| Юттенайм      | 12,55 | 2220            | 2004 |

## Консули кантону
| Період    | Консул         | Посада                      |
| --------- | -------------- | --------------------------- |
| 1988—1994 | Gaston Schmitt |                             |
| 1994—2014 | Roland Brendlé | Мер муніципалітету Бенфельд |

| Франція | Це незавершена стаття з географії Франції. Ви можете допомогти проєкту, виправивши або дописавши її. |